# F-16XL (航空機)
F-16XL
ジェネラル・ダイナミクス　F-16XL
- 用途：戦闘機
- 分類：戦闘爆撃機
- 製造者：ジェネラル・ダイナミクス
- 運用者： アメリカ合衆国（NASA）
- 初飛行：1982年7月3日
- 生産数：2機
- 原型機：F-16 ファイティング・ファルコン

F-16XLは、ジェネラル・ダイナミクス（のち軍用機部門はロッキード・マーティンに売却）が開発した試作戦闘爆撃機。

## 概要
その形式名や形状の通り、F-16 ファイティング・ファルコンをベースに大幅な改造を加えた試作戦闘爆撃機で、F-16の派生型である。第4.5世代ジェット戦闘機に分類される機体で、機体の大型化や主翼のクランクト・アロー・デルタ翼化によってF-16以上の搭載量を誇った。
アメリカ空軍の強化型戦術戦闘機（ETF：Enhanced Tactical Fighter）計画に参加したが、ライバル機のマクドネル・ダグラス（のちボーイングによって買収）のF-15E ストライクイーグルに敗れ、採用を逃した。選定終了後、残った試作機2機は、NASAに引き渡され、飛行研究に使用された。

## 経緯

### ETF計画への参加

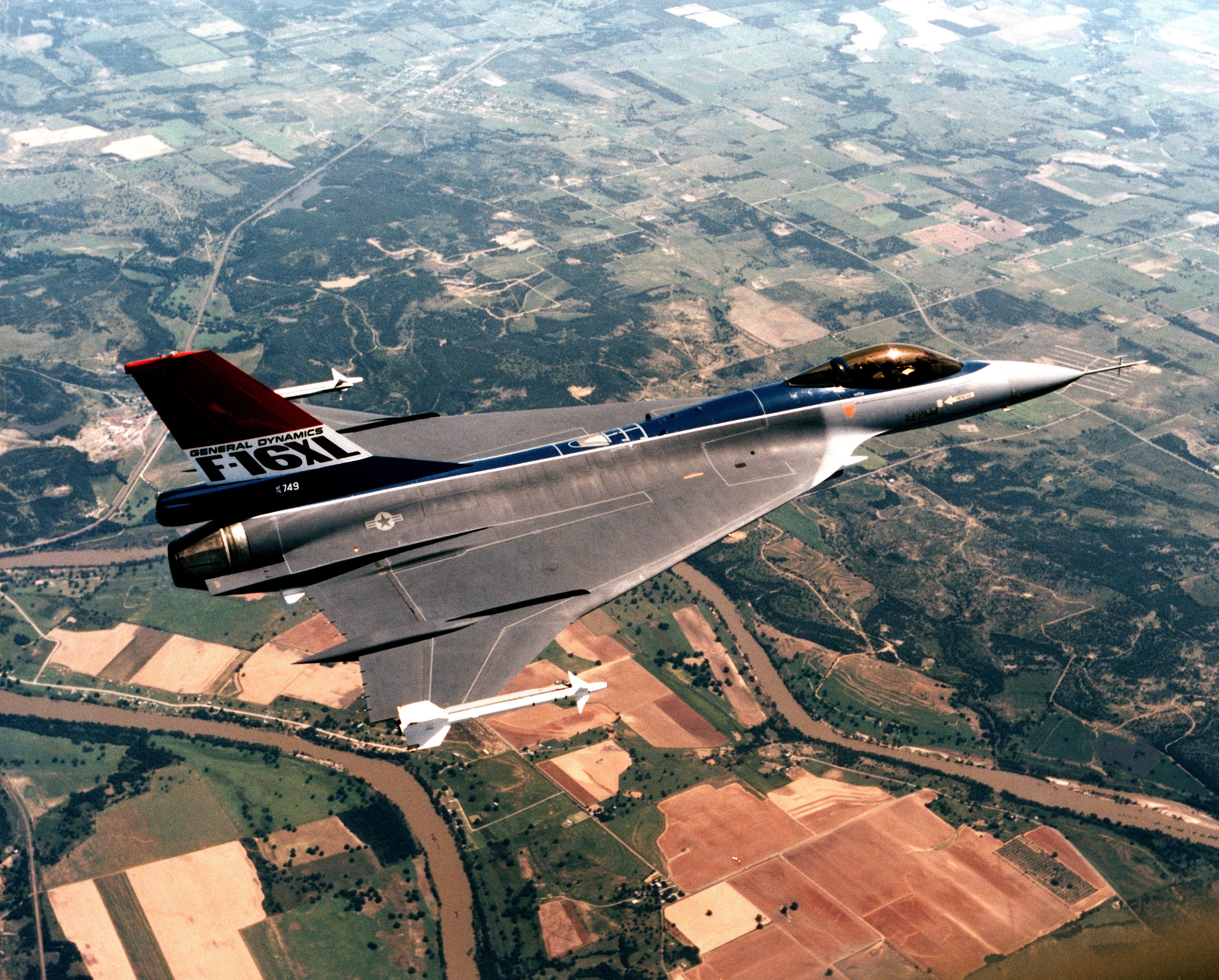
飛行するF-16XL

開発は、1970年代後半から始まった。当時アメリカ空軍で使用されていた大型戦闘爆撃機F-111の老朽化に伴い、アメリカ空軍はEnhanced Tactical Fighter（ETF：強化型戦術戦闘機）計画 を発表した。計画では、制空戦闘能力、対地攻撃能力、超音速巡航性などを必要性能とした。これに対しジェネラル・ダイナミクスも、「既存機の改修という形でも、超音速巡航は可能」と、F-16の改修プランを提案した。ところが、ETF計画はまとまらず中止となってしまった。
しかし、マクドネル・ダグラスがF-15の派生型F-15E ストライクイーグルのプロトタイプを1981年に初飛行させたことから計画が再開、ライバルのジェネラル・ダイナミクスも前述の改修プランを元にF-16を大幅に改造した派生型F-16XLを1982年7月3日に初飛行させた。元は超音速巡航性能を達成するためのものであるが、要求仕様の変更で、搭載量や航続距離の向上を図った機体となり、超音速巡航性能は切り捨てられた。
F-16XL 試作1号機はF-16 FSD（Full-Scale Development、全規模開発機） 5号機（75-0749、単座型）から改造された単座型、試作2号機はFSD 3号機（75-0747、単座型）から改造された複座型である。試作1号機と2号機の全長は同じである。
飛行テストは1984年2月に行われた。テストには、試作機の2機とも参加した。しかし、空戦能力、兵器搭載能力や被弾時の生存率、コスト（後述）など評価はF-15Eの方が高く、F-16XLは不採用となってしまった。
なお、F-16XLが採用されれば単座型にはF-16E、複座型にはF-16Fの名称が与えられる予定であった。

### NASAの飛行研究への引き渡し

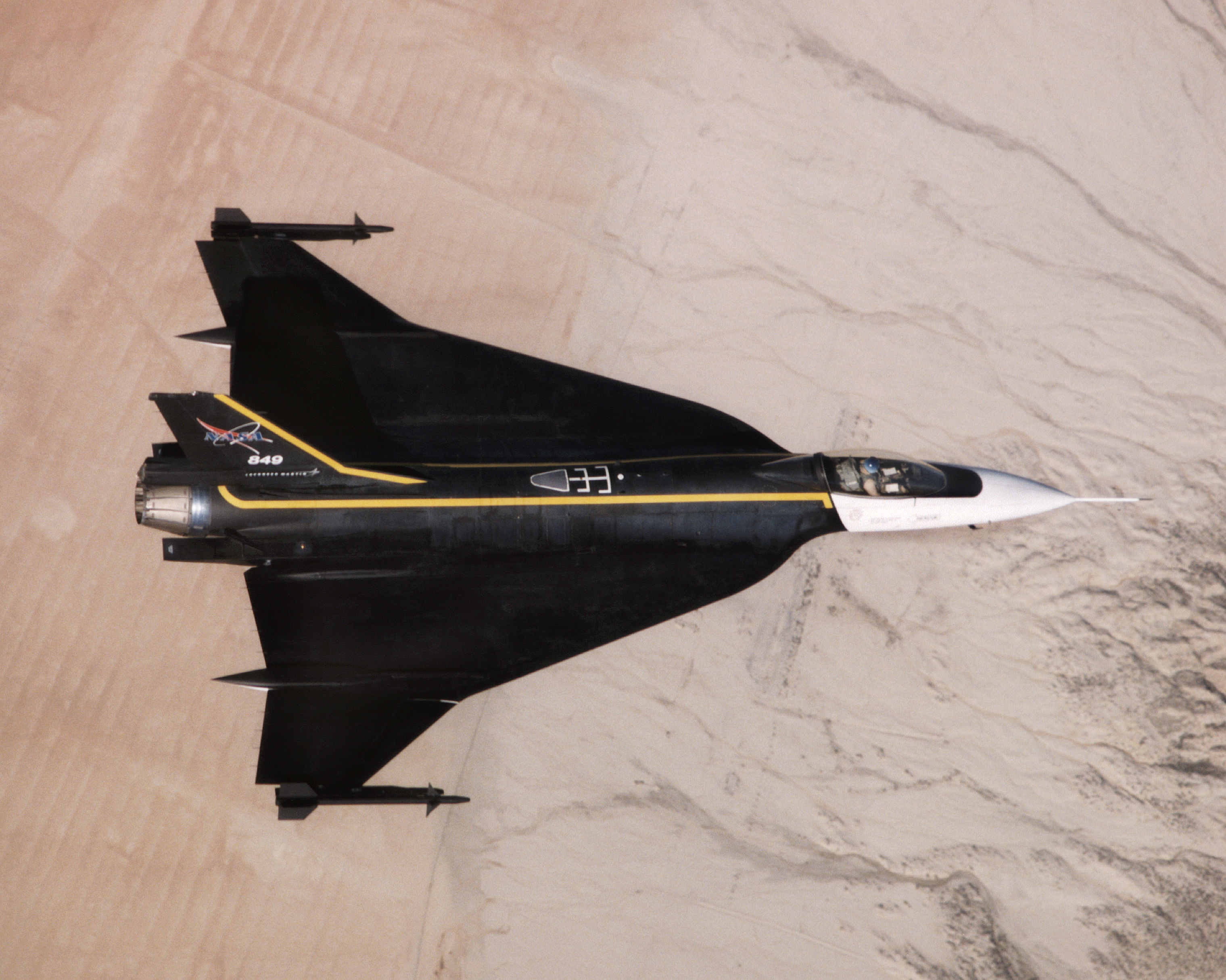
NASAの実験機として使用されるF-16XL

その後、F-16XLの2機の試作機はしばらく保管されていた。
しかし、1988年に、NASAがF-16XLの試作機2機を使用して飛行研究を行いたいとの申し出から、F-16XLは再び空を舞うこととなった。機体は、エドワーズ空軍基地からNASAに引き渡された。この際、エンジンは飛行研究のためゼネラル・エレクトリック社のF110に交換されている。
飛行研究では、飛行中の気流の動き、ソニックブームの特性、離陸性能、エンジンの騒音が主な課題となった。
NASAによる研究は1999年に終了し、両機はドライデン飛行試験センターに格納された。

### ロッキード・マーティンでの飛行研究
2007年にはNASAからの依頼によりロッキード・マーティンにて、米空軍のF-16ブロック40に見られる多くの改良を施した場合の実現可能性とコストに関する調査のために使用された。
2009年に二機のF-16XLは退役し、エドワース空軍基地で保管されている。

## 特徴

### 基本構造

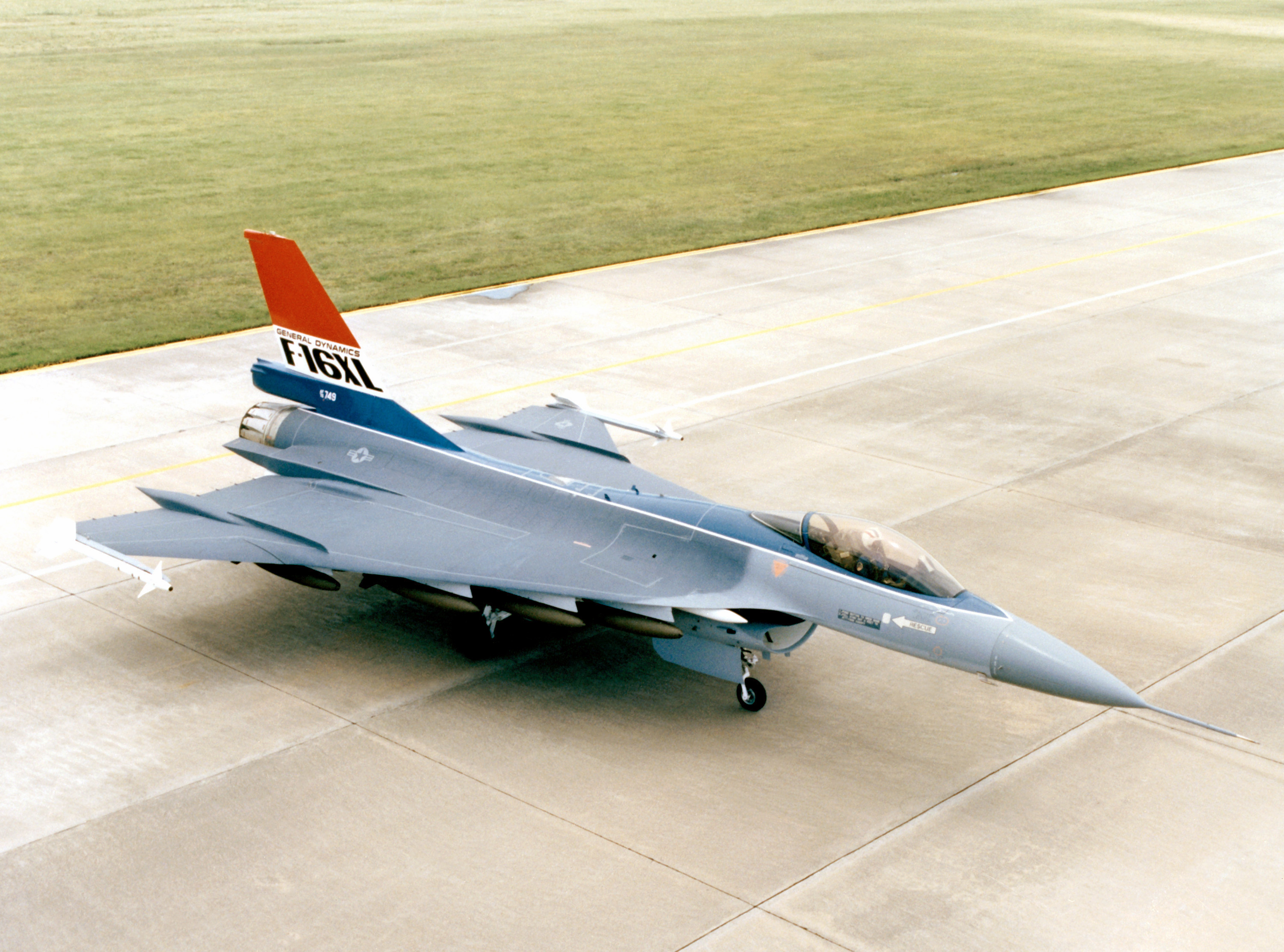
F-16XL（1982年）

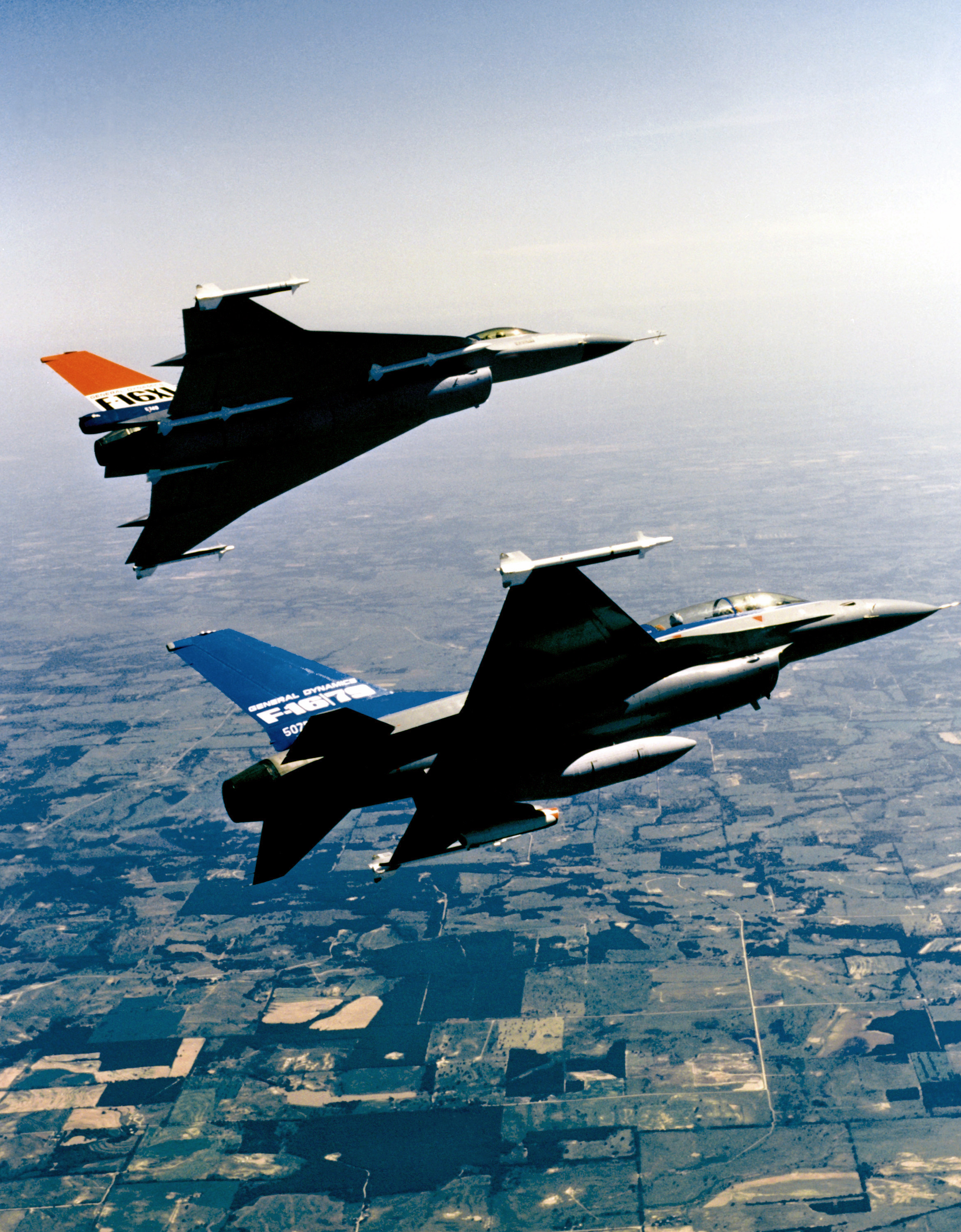
F-16とF-16XL

機体は、F-16をベースとしたこともあり、似ている部分や流用されている部分も多くあるが、その姿はF-16とは大幅に変わっている。
主な改造点は主翼にあり、標準型のF-16の主翼より20%大きく、クランクト・アロー・デルタ翼を採用している。それにより水平尾翼は無くなった。主翼の素材には、複合材料の一種の炭素繊維合成物（いわゆるカーボン複合材）が使用されていることもあり、それほど重くはならなかったが、それでも標準型のF-16より2,800lb（1,300kg）重くなっている。なお、当時はカーボン材の技術が現在の様に発展しておらず、難加工性や製造コストの高さから量産時の機体コストがF-15E（こちらは機体全体にチタン合金を使っている）よりも大幅に掛かる事もネックとなった。
機体は1.4m延長され、2枚のベントラルフィンは無くなり、尾翼部分は後ろにさらに3度傾けられた。このような改良によって、音速以下での低速飛行における安定性が向上された。元々F-16は運動性向上のため安定性を意図的に下げており（CCV技術）、戦闘機としての性能を一部妥協し、攻撃機・爆撃機としての性能を追求していたことがわかる。

### 兵装
固定武装としてM61 20mmバルカン砲を搭載する。空対空装備としてAIM-9やAIM-120を運用し、対地攻撃用機材としてLANTIRNを搭載する。胴体下中央線に1箇所（Mk.82用）、胴体下両端に4箇所（半埋め込み式、AIM-120用）、エアインテーク下に2箇所（LANTIRN用）、両翼端に2箇所（AIM-9用）、両翼下に16箇所（各340kgまで、Mk.82用）と2箇所（heavy/wet用）のハードポイントがある。両翼下に370gal燃料タンクを2本懸吊可能。

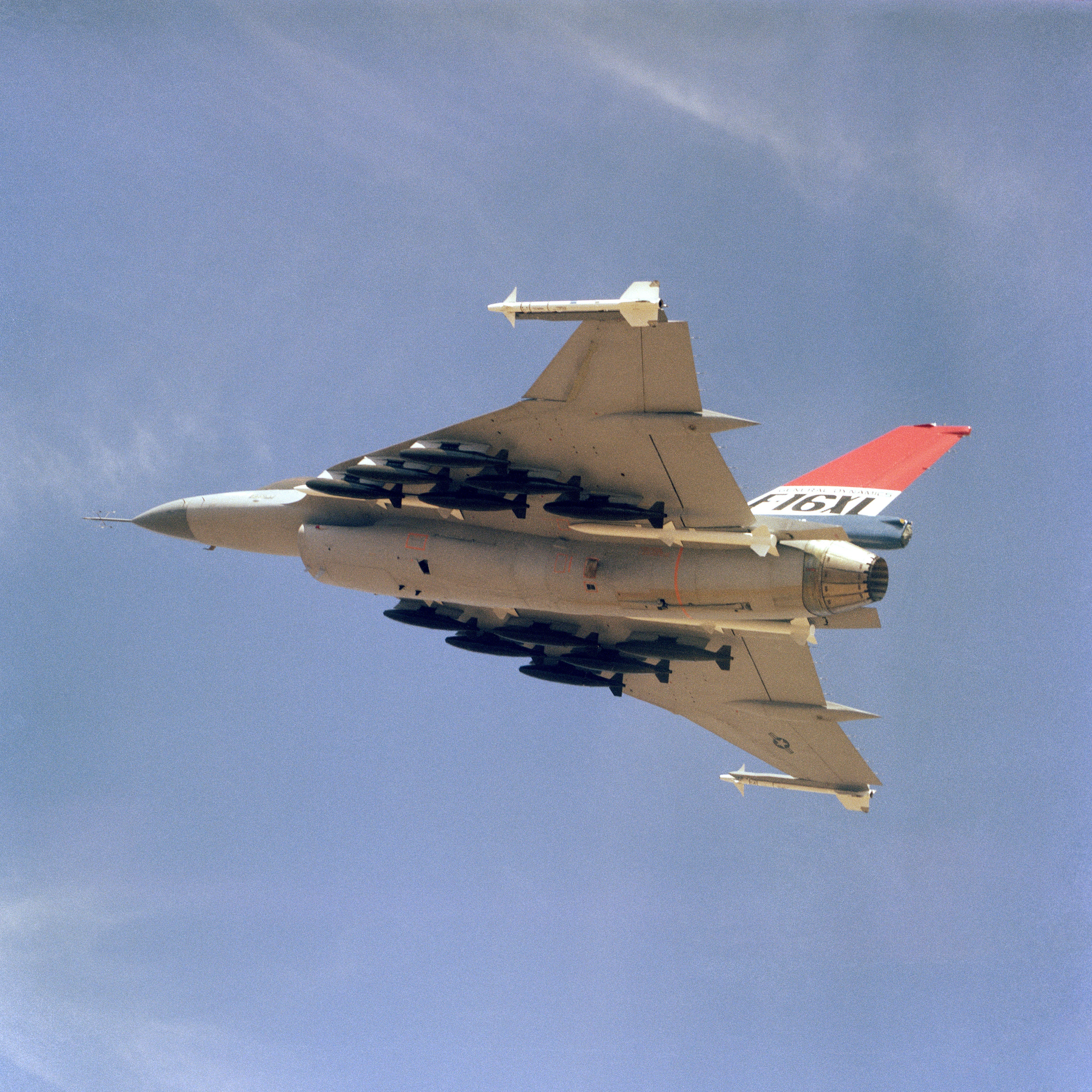
AIM-9とAIM-120に加え、500ポンド爆弾を搭載したF-16XL
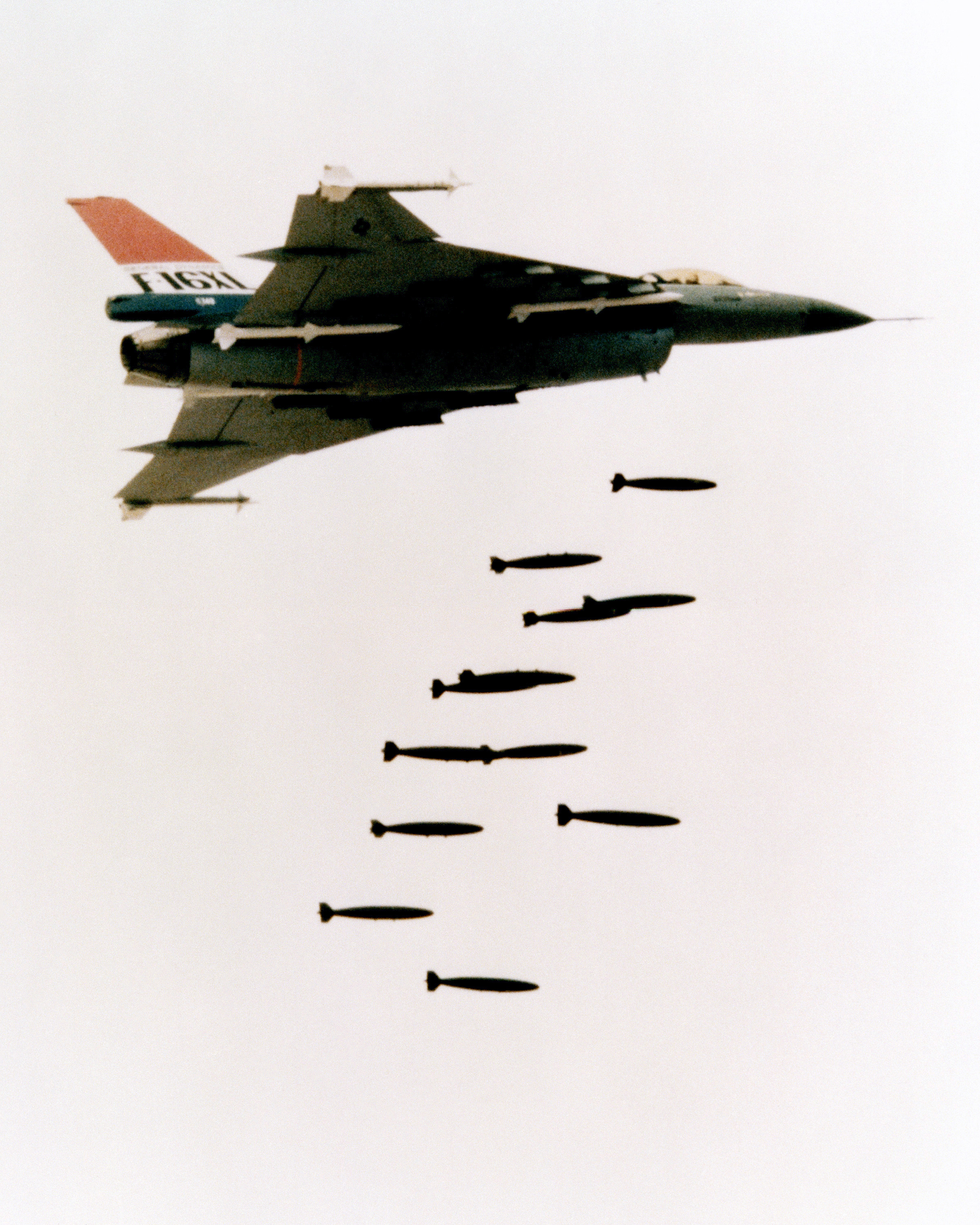
無誘導爆弾を投下するF-16XL

## スペック
- 乗員数：1-2名
- 全長：16.51m
- 翼幅：10.44m
- 全高：5.36m
- 最大離陸重量：22,000kg
- エンジン：GE F110-GE-129 ターボファンエンジン×1
- 最高速度：マッハ2.0
- 航続距離：4,590km